# Estación de Tecate
Tecate fue una estación de trenes que se encuentra en Tecate, Baja California. El Edificio tiene influencia del estilo arquitectónico de la primera etapa del norteamericano Frank Lloyd Wright. La estación tenía sala de espera, bodega y oficina en planta baja.

## Historia
La estación se construyó hacia 1914 y formó parte del Ferrocarril Inter-California, ramal del South Pacific de los Estados Unidos. Fue edificada en un punto de conexión entre el Ferrocarril de Tijuana a Tecate y el Ferrocarril Inter-California. Esta ruta formaba parte de la red ferroviaria del South Pacific que cruzaba territorio mexicano a la altura de Tijuana pasando por Tecate, saliendo a un punto cercano a Campo California; volviendo a entrar a territorio nacional en Mexicali para salir en Algodones, en la parte nororiental de la Península de Baja California. Justo al lado de la estación, en 1932, se puso en funcionamiento una planta de malta para la exportación.